# Holm (gmina Sønderborg)
Holm – wieś w Danii, w regionie Dania Południowa, w gminie Sønderborg.